# Grønlands Seminarius Sportklub
Grønlands Seminarius SK (celým názvem: Timersoqatigiiffik Sportsforeningen Grønlands Seminarius Sportklub) je grónský sportovní klub, který sídlí ve městě Nuuk (dánsky: Godthåb). Založen byl v roce 1944, letopočet vzniku je i v klubovém emblému. Klubové barvy jsou červená a žlutá.
Fotbalový oddíl se každoročně účastní nejvyšší fotbalové soutěže v zemi. Jeho mužský oddíl je pak pětinásobným mistrem Grónska z let 1958, 1972, 1973, 1975, 1976. Fotbalový oddíl své domácí zápasy odehrává na stadionu Nuuk, který má kapacitu 2 000 diváků. Oddíl házené je čtyřnásobným mistrem Grónska. Nejúspěšnějším oddílem je ovšem volejbalový, který má na svém kontě celkem 24 národních titulů (jedenáctkrát muži a třináctkrát ženy).
Mimo mužský fotbalový oddíl má sportovní klub i jiné oddíly, mj. oddíl ženského fotbalu, házené a volejbalu.

## Získané trofeje

### Fotbal
- Angutit Inersimasut GM ( 5x )
  - 1958, 1972, 1973, 1975, 1976[4]

### Házená
- 1. liga ( 4x )
  - 1974, 1976, 1977, 1979

### Volejbal
- 1. liga muži ( 11x )
  - 1984, 1985, 1987, 1989, 1990, 1994, 1995, 1996, 1997, 2004, 2006[5]
- 1. liga ženy ( 13x )
  - 1985, 1986, 1988, 1999, 1993, 1996, 1997, 1998, 2000, 2003, 2005, 2007, 2008[6]

## Umístění v jednotlivých sezonách
Zdroj:
Legenda: Z - zápasy, V - výhry, R - remízy, P - porážky, VG - vstřelené góly, OG - obdržené góly, +/- - rozdíl skóre, B - body, zlaté podbarvení - 1. místo, stříbrné podbarvení - 2. místo, bronzové podbarvení - 3. místo, červené podbarvení - sestup, zelené podbarvení - postup, fialové podbarvení - reorganizace, změna skupiny či soutěže
| Grónsko (1958 – ) |                                             |        |     |     |     |     |     |     |     |     |        |
| Sezóny            | Liga                                        | Úroveň | Z   | V   | R   | P   | VG  | OG  | +/- | B   | Pozice |
| 1958              | Grønlandturneringen                         | 1      | ... | ... | ... | ... | ... | ... | ... | ... | 1.     |
| 1959/60           | Grønlandturneringen                         | 1      | ... | ... | ... | ... | ... | ... | ... | ... |        |
| ...               |                                             |        |     |     |     |     |     |     |     |     |        |
| 1963/64           | Grønlandturneringen                         | 1      | ... | ... | ... | ... | ... | ... | ... | ... |        |
| ...               |                                             |        |     |     |     |     |     |     |     |     |        |
| 1966/67           | Grønlandturneringen                         | 1      | ... | ... | ... | ... | ... | ... | ... | ... |        |
| ...               |                                             |        |     |     |     |     |     |     |     |     |        |
| 1969              | Grønlandturneringen                         | 1      | ... | ... | ... | ... | ... | ... | ... | ... |        |
| ...               |                                             |        |     |     |     |     |     |     |     |     |        |
| 1971              | Angutit Inersimasut GM                      | 1      | ... | ... | ... | ... | ... | ... | ... | ... | 2.     |
| 1972              | Angutit Inersimasut GM                      | 1      | 3   | 3   | 0   | 0   | 19  | 2   | +17 | 6   | 1.     |
| 1973              | Angutit Inersimasut GM                      | 1      | ... | ... | ... | ... | ... | ... | ... | ... | 1.     |
| ...               |                                             |        |     |     |     |     |     |     |     |     |        |
| 1975              | Angutit Inersimasut GM                      | 1      | ... | ... | ... | ... | ... | ... | ... | ... | 1.     |
| 1976              | Angutit Inersimasut GM                      | 1      | 3   | 2   | 1   | 0   | 8   | 2   | +6  | 5   | 1.     |
| ...               |                                             |        |     |     |     |     |     |     |     |     |        |
| 2002              | Angutit Inersimasut GM – sk. Midtgrønland B | 1      | 6   | 0   | 0   | 6   | 6   | 56  | -50 | 0   | 7.     |
| ...               |                                             |        |     |     |     |     |     |     |     |     |        |
| 2016              | Angutit Inersimasut GM – sk. Midtgrønland A | 1      | 2   | 0   | 0   | 2   | 0   | 33  | -33 | 0   | 2.     |

Poznámky k fázím grónského mistrovství
- 1958: Klub došel do finále národního mistrovství, kde zvítězil nad mužstvem Kissaviarsuk-33 neznámým poměrem a získal tak svůj první mistrovský titul.
- 1959/60: Klub došel do semifinále národního mistrovství, kde podlehl mužstvu Kissaviarsuk-33 neznámým poměrem.
- 1963/64: Klub došel do semifinále národního mistrovství, kde podlehl mužstvu Kissaviarsuk-33 poměrem 3:4. V následném zápase o třetí místo, podlehl mužstvu Siumut Amerdlok Kunuk poměrem 1:2.
- 1966/67: V první fázi turnaje klub skončil ve finále skupiny Midtgrønland, kde podlehl mužstvu Siumut Amerdlok Kunuk poměrem 2:3.
- 1969: V první fázi turnaje klub skončil ve finále skupiny Nuuk, kde podlehl mužstvu B-67 neznámým poměrem.
- 1971: Z této sezóny je známo pouze konečné umístění finálové fáze, v níž se klub umístil na celkovém druhém místě.
- 1972: Z této sezóny je známo pouze konečné umístění finálové fáze, v níž se klub umístil na celkovém prvním místě a získal tak svůj druhý mistrovský titul.
- 1973: Z této sezóny je známo pouze konečné umístění finálové fáze, v níž se klub umístil na celkovém prvním místě a získal tak svůj třetí mistrovský titul.
- 1975: Z této sezóny je známo pouze konečné umístění finálové fáze, v níž se klub umístil na celkovém prvním místě a získal tak svůj čtvrtý mistrovský titul.
- 1976: Z této sezóny je známo pouze konečné umístění finálové fáze, v níž se klub umístil na celkovém prvním místě a získal tak svůj pátý mistrovský titul.
- 2002: Výsledky v první fázi turnaje nejsou známy, zaručil si ovšem v této fázi postup do druhé fáze. V ní skončil na sedmém nepostupovém místě ve skupině Midtgrønland B.
- 2016: Výsledky v první fázi turnaje nejsou známy, zaručil si ovšem v této fázi postup do druhé fáze. V ní skončil na třetím nepostupovém místě ve skupině Midtgrønland A.